# Mistrzostwa Panamerykańskie w Judo 1968
Mistrzostwa panamerykańskie odbywały się w dniu 5-7 lipca 1968 roku w San Juan. W tabeli medalowej tryumfowali judocy z USA.

## Klasyfikacja medalowa
Gospodarz zawodów został zaznaczony kolorem.
| Miejsce | Państwo           |   |   |   | Razem |
| ------- | ----------------- | - | - | - | ----- |
| 1       | Stany Zjednoczone | 3 | 1 | 1 | 5     |
| 2       | Brazylia          | 2 | 2 | 1 | 5     |
| 3       | Kanada            | 1 | 2 | 0 | 3     |
| 4       | Argentyna         | 0 | 1 | 0 | 1     |
| 5       | Meksyk            | 0 | 0 | 2 | 2     |
| 6       | Portoryko         | 0 | 0 | 1 | 1     |
| .       | Wenezuela         | 0 | 0 | 1 | 1     |
| Razem   | Razem             | 6 | 6 | 6 | 18    |

## Medaliści

### Mężczyźni
| Konkurencja: | Złoto:            | Srebro:           | Brąz:                |
| −63 kg       | Heli Sasaki       | Isao Mura         | Héctor Quesada       |
| −70 kg       | Toshiyuki Seino   | Mateus Suguizaki  | Antonio Carrascal    |
| −80 kg       | Lhofei Shiozawa   | Antonio Gallina   | Gabriel Goldschmied  |
| −93 kg       | Douglas J. Graham | Algis Liauba      | Salvador Goldschmied |
| ponad 93 kg  | Allen Coage       | Nick Bleyendaal   | Casemiro da Silva    |
| −Open        | Nick Bleyendaal   | Casemiro da Silva | Dale Lehman          |